# Stora Björsjön
Stora Björsjön är en sjö i Göteborgs kommun i Västergötland och ingår i Göta älvs huvudavrinningsområde. Sjön är 11 meter djup, har en yta på 0,432 kvadratkilometer och befinner sig 94,3 meter över havet. Stora Björsjön ligger i Vättlefjälls Natura 2000-område och skyddas av fågeldirektivet. Sjön avvattnas av vattendraget Hältorpsån.
Stora Björsjön ingår i Vättlefjälls naturreservat och är en av flera sjöar som ingår i vattensystem för att säkra tillgången av vatten till kraftstationen som försåg Ahlafors spinneri. Övriga sjöar som ingår i vattensystemet är Hältorpssjön, Vimmersjön, Sandsjön och Mollsjön. Dessa sjöar binds samman med både naturliga bäckar och delvis grävda kanaler.

## Delavrinningsområde
Stora Björsjön ingår i delavrinningsområde (641956-128066) som SMHI kallar för Ovan 642163-128081. Medelhöjden är 106 meter över havet och ytan är 5,02 kvadratkilometer. Det finns inga avrinningsområden uppströms utan avrinningsområdet är högsta punkten. Hältorpsån som avvattnar avrinningsområdet har biflödesordning 2, vilket innebär att vattnet flödar genom totalt 2 vattendrag innan det når havet efter 43 kilometer. Avrinningsområdet består mestadels av skog (83 %). Avrinningsområdet har 0,53 kvadratkilometer vattenytor vilket ger det en sjöprocent på 10,6 %.

## Bilder

Stora Björsjön
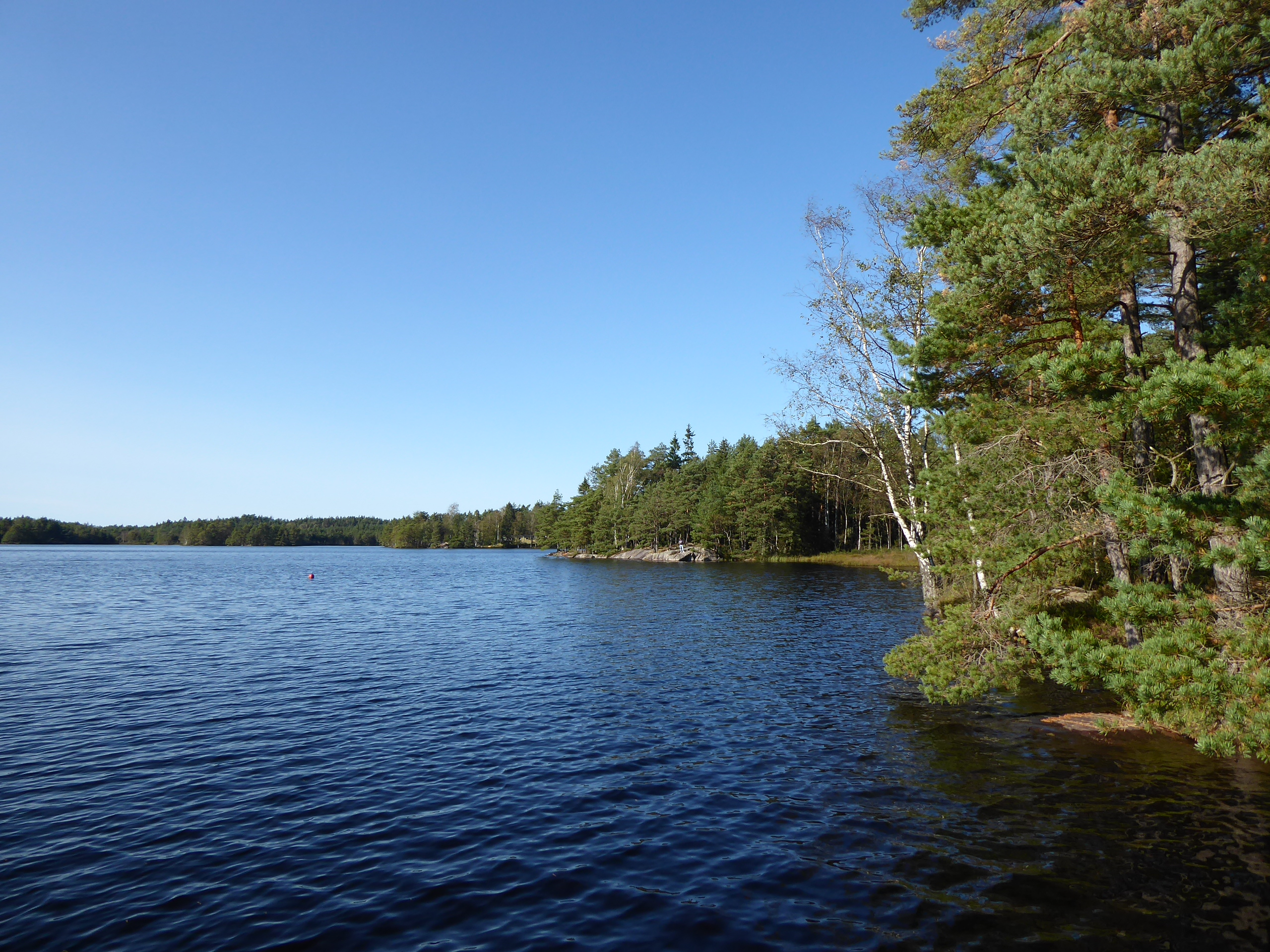
Stora Björsjön från sydöst.
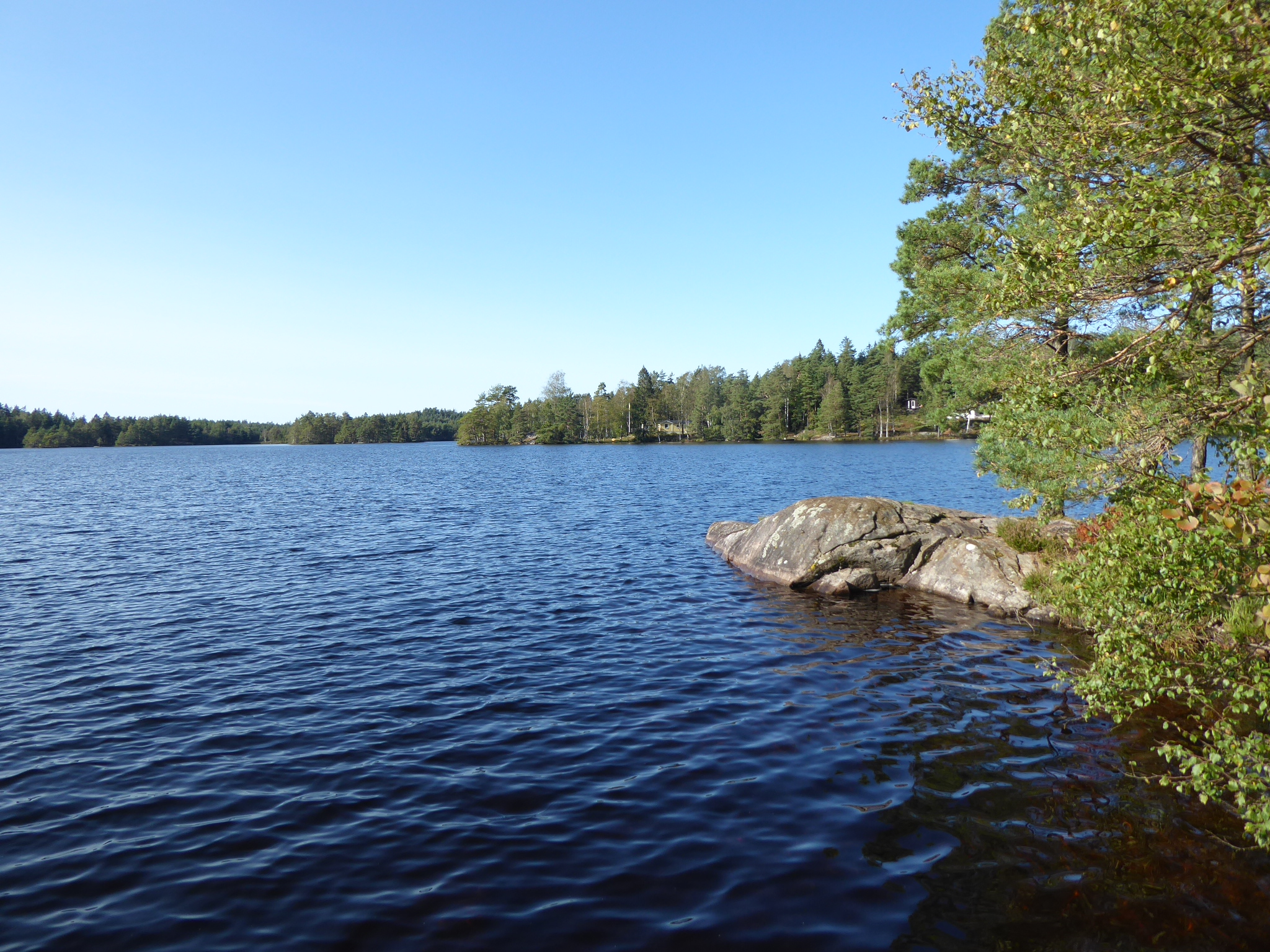
Stora Björsjön från sydöst.
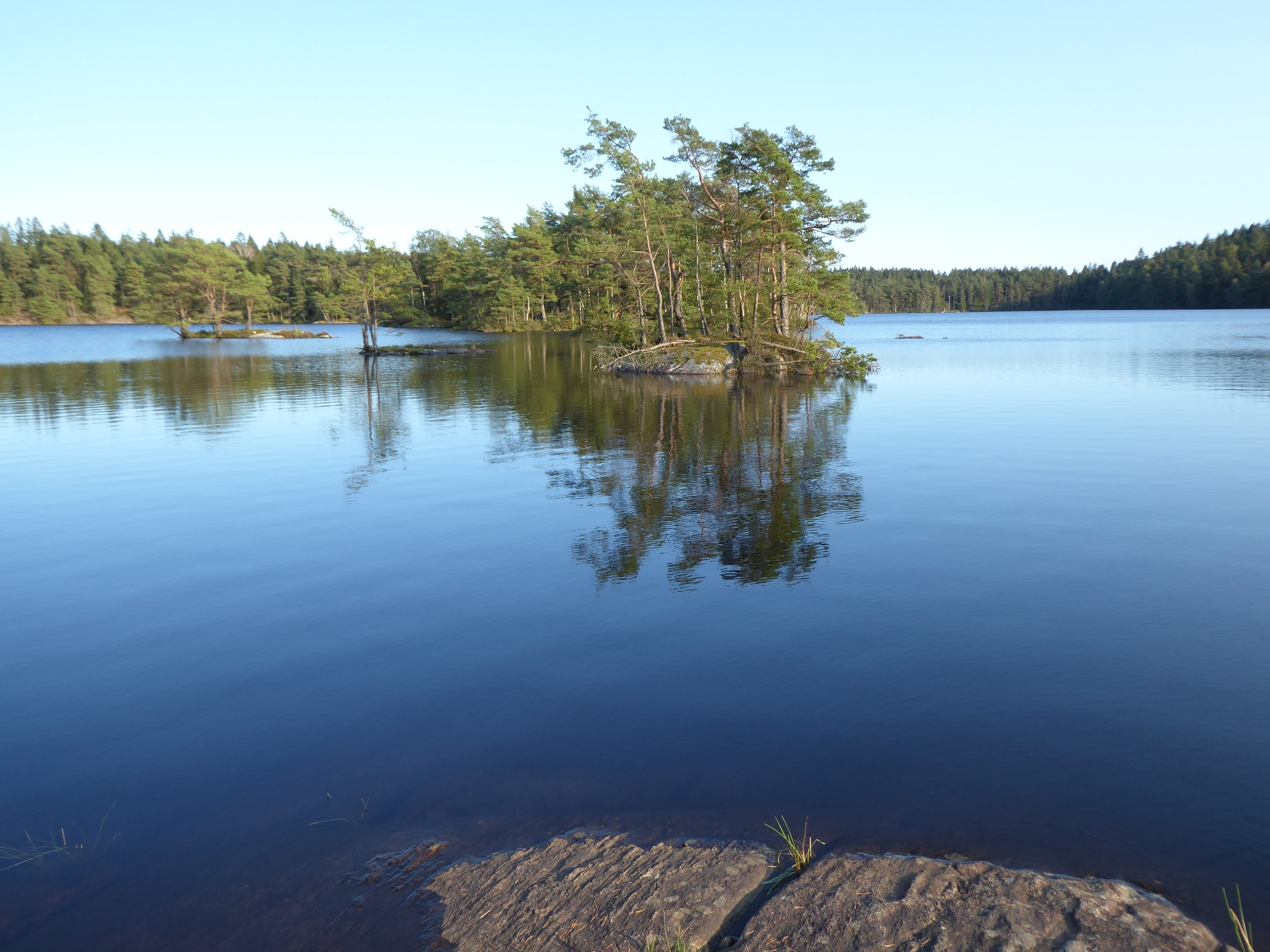
Stora Björsjön från nordväst.
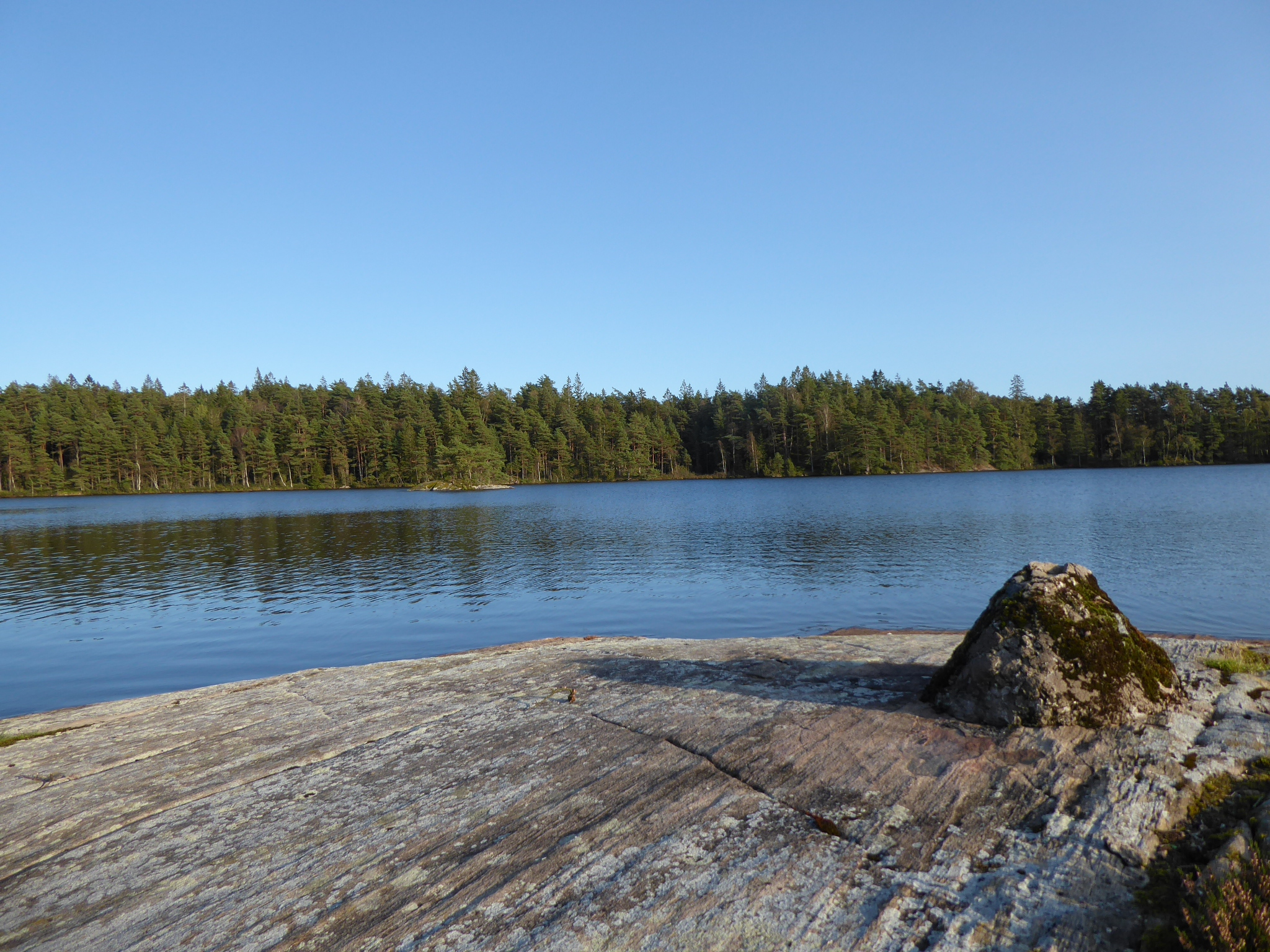
Stora Björsjöns norra strandkant.